# Goéland leucophée
Larus michahellis
Pour les articles homonymes, voir Gabian.
Espèce
Statut de conservation UICN

 LC  : Préoccupation mineure
Le Goéland leucophée (Larus michahellis) est une espèce d'oiseaux qui appartient au groupe des goélands et à la famille des laridés, de taille moyenne, à manteau gris et pattes jaunes. Le goéland leucophée est le goéland le plus répandu sur les côtes méditerranéennes de France, où il est souvent appelé gabian, de son nom provençal et occitan.
Il était auparavant considéré comme une sous-espèce méditerranéenne du Goéland argenté (Larus argentatus) dont il se distingue morphologiquement principalement par la couleur de ses pattes (d'où son appellation en anglais, Yellow-legged gull), puis plus récemment du Goéland pontique (Larus cachinnans).

## Répartition et population

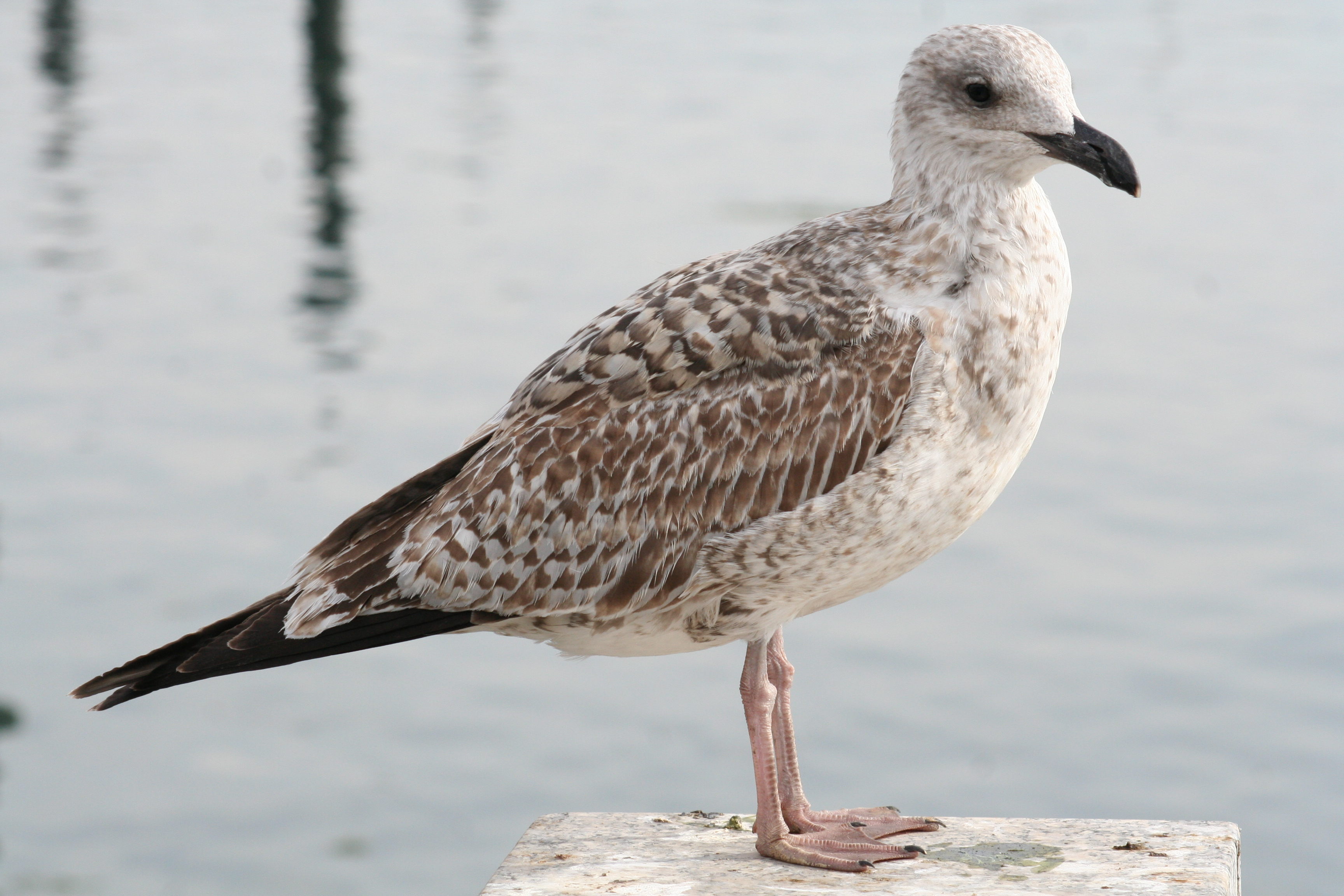
Un goéland leucophée juvénile

Cet oiseau a une répartition essentiellement méditerranéenne mais se reproduit jusque sur le littoral atlantique français et diverses îles (Açores, Madère, archipel des Berlengas et les îles Canaries). Il niche généralement sur des îles rocheuses proches du littoral ou des falaises côtières. Son aire de répartition s'étend jusque dans les terres d'Europe centrale en Suisse, et même jusqu'au nord de l'Europe, des côtes sud de la Grande-Bretagne à Kaliningrad en visite estivale.
Espèce quasiment disparue au début du XXe siècle (une centaine de couples), la population connaît depuis quelques décennies une progression spectaculaire, au point d'être parfois considérée comme une espèce envahissante. En effet, faute d'espace suffisant pour accueillir l'ensemble des colonies sur le littoral, il a commencé à coloniser l'intérieur des terres, notamment les villes et les abords des fleuves.

## Régime alimentaire
Le régime alimentaire de base du goéland leucophée est traditionnellement constitué de petits poissons, d'oisillons et de charognes. Cet oiseau, au puissant bec crochu, est aussi le prédateur occasionnel de plus grosses proies, comme le pigeon biset, le martinet noir ou même le rat surmulot. L'alimentation opportuniste et très diversifiée de cet oiseau s'est modifiée depuis plusieurs décennies. Il trouve de la nourriture dans les décharges et dans les rejets de bateaux de pêche industrielle, rapprochant l'espèce d'un commensalisme avec les humains, ou d'une forme de liminalité. Cette modification de son régime alimentaire semble être la cause de l'explosion de sa population, qui a des effets sur les écosystèmes fréquentés. Les nombreuses déjections de goélands leucophée sur les territoires côtiers colonisés favorisent en effet la prolifération de plantes dont se nourrissent les rats noirs et les lapins de garenne, engendrant un déséquilibre des milieux concernés.

## Reproduction

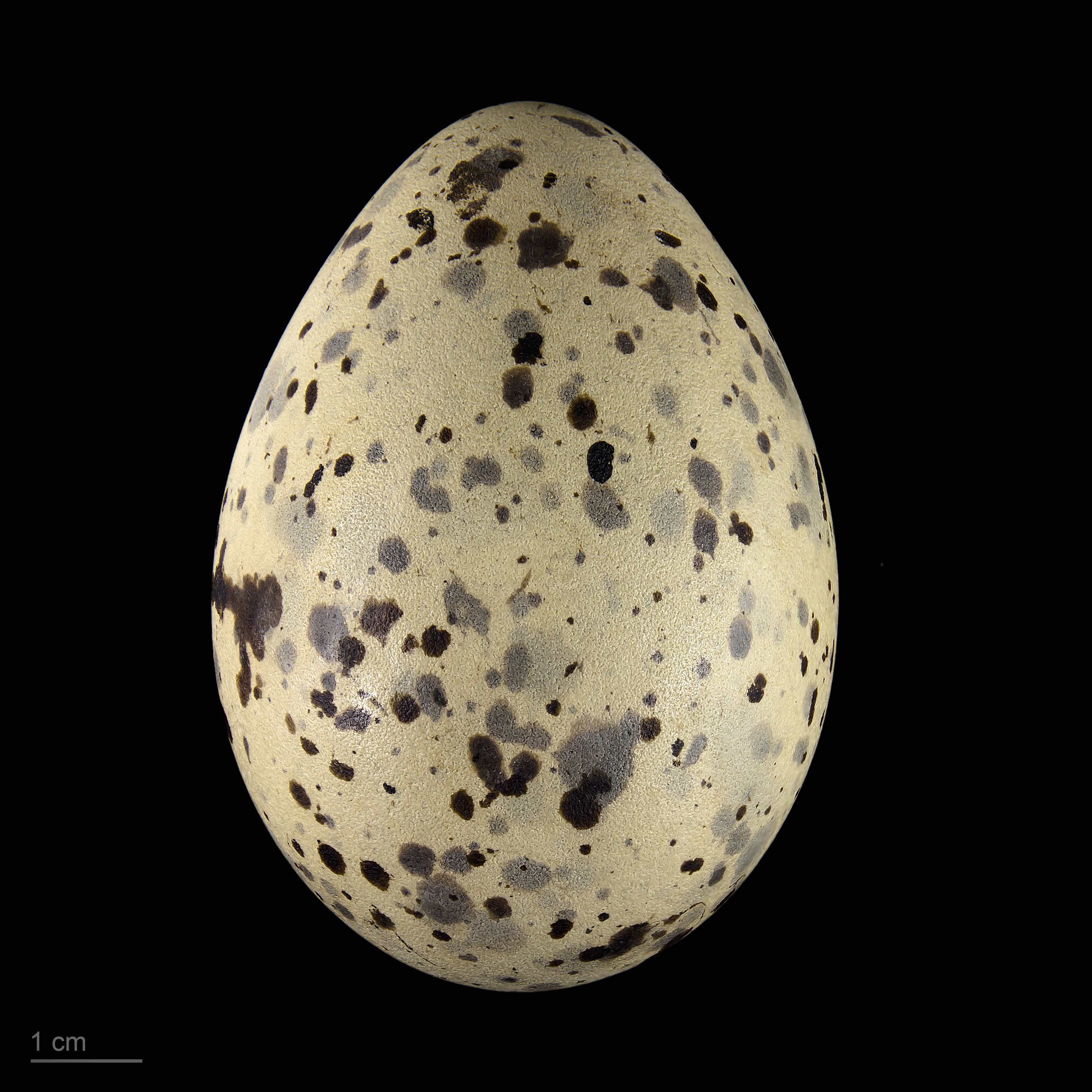
œuf de la sous-espèce atlantis d'un goéland leucophée

Le goéland leucophée niche en vastes colonies à même le sol. Dans un creux naturel de la roche ou un trou gratté dans le sable, il dispose un assemblage de brindilles, d'algues et de débris divers.
La période de reproduction s'étend de mars à juillet. La ponte a lieu entre mars et avril. Le nid prend la forme d'un amas d'herbe au sol, sur une corniche de falaise ou les toits plats des bâtiments. La femelle dépose deux ou trois œufs beiges tachetés de noir. L'incubation dure environ 25 jours. Durant cette période les oiseaux peuvent être très agressifs : si  un promeneur s'approche trop près d'un nid, il est survolé en cercle avec de forts cris d'alerte et peut être attaqué à coups de bec s'il ne rebrousse pas chemin.
Les poussins sont semi-nidifuges et volent au bout d'une quarantaine de jours. Bien qu'atteignant rapidement une taille comparable à celle des adultes, ils n’arborent leur plumage définitif adulte qu'à leur maturité, tardive comme tous les goélands, lors de la quatrième année. Les pattes des juvéniles sont roses lors des deux premières années, ce qui peut provoquer de la confusion avec le goéland marin ou le goéland argenté lors de l'identification.

## Vocalisations
Ses chants et ses cris s'entendent fréquemment dans les grandes villes côtières méditerranéennes. Comme les autres goélands, le leucophée est une espèce bavarde, alternant chants, miaulements, cris d'alarme. Le chant typique peut-être décrit comme un ricanement, tandis qu'un cri simple ressemblant à un miaulement gaooo est également fréquent. Seuls les juvéniles émettent un sifflement allongé aigu.
Les différentes espèces de goélands sont difficiles à distinguer par les vocalisations. Le timbre des leucophées est plus grave et plus nasillard que celui des goélands argentés, rappelant plutôt celui des goélands bruns.

### Hybridation
Dans la nature l'espèce pourrait s'hybrider avec le Goéland brun et le Goéland argenté.

## Taxinomie
D'après la classification de référence (version 14.1, 2024) de l'Union internationale des ornithologues, le goéland leucophée possède deux sous-espèces (ordre philogénique) :
- Larus michahellis atlantis Dwight, 1922 : Açores, Madère et les Canaries. ;
- Larus michahellis michahellis Naumann, JF, 1840 : côtes atlantiques de l'Espagne et du Portugal, Maroc, de la Belgique et la Pologne à la Turquie.

L'Union internationale des ornithologues considère que Larus michaehellis lusitanius, nicheur sur les côtes atlantiques de l'Espagne et du Portugal, est une sous-population de 'Larus michahellis michahellis.

## Galerie

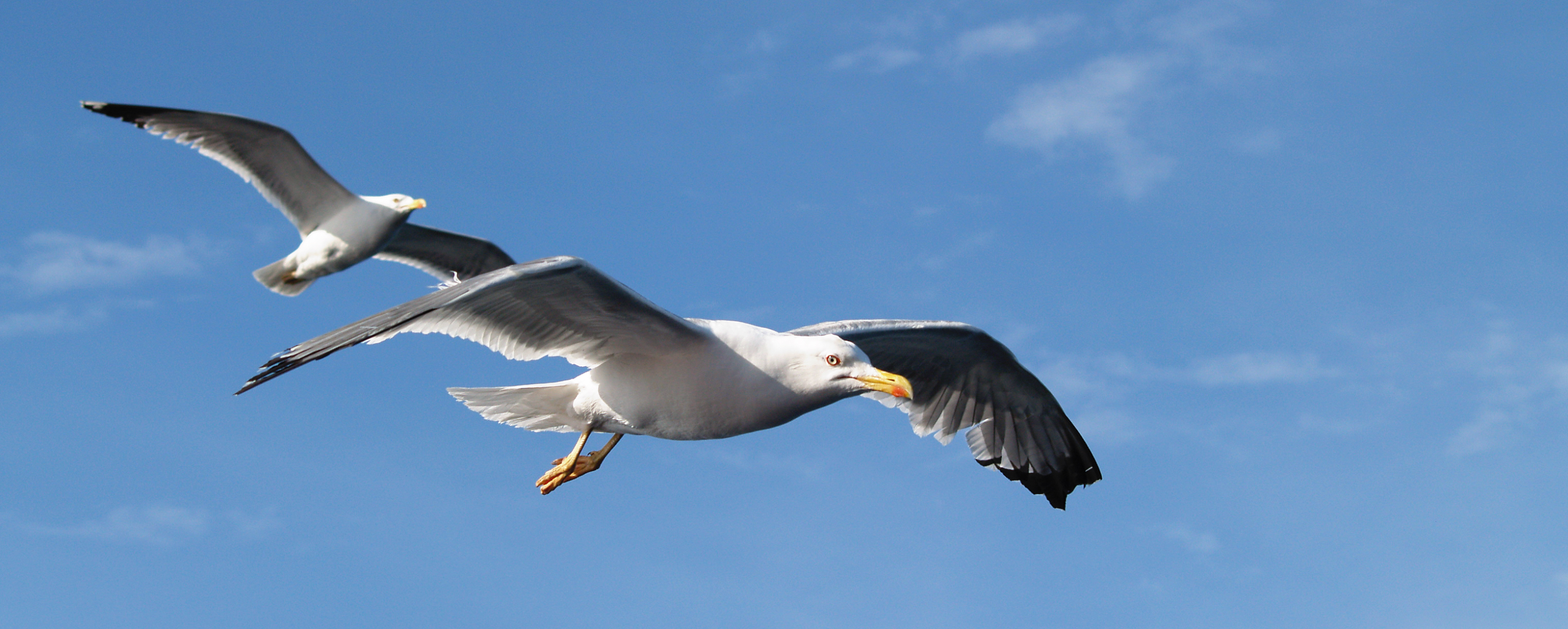
Deux individus en vol
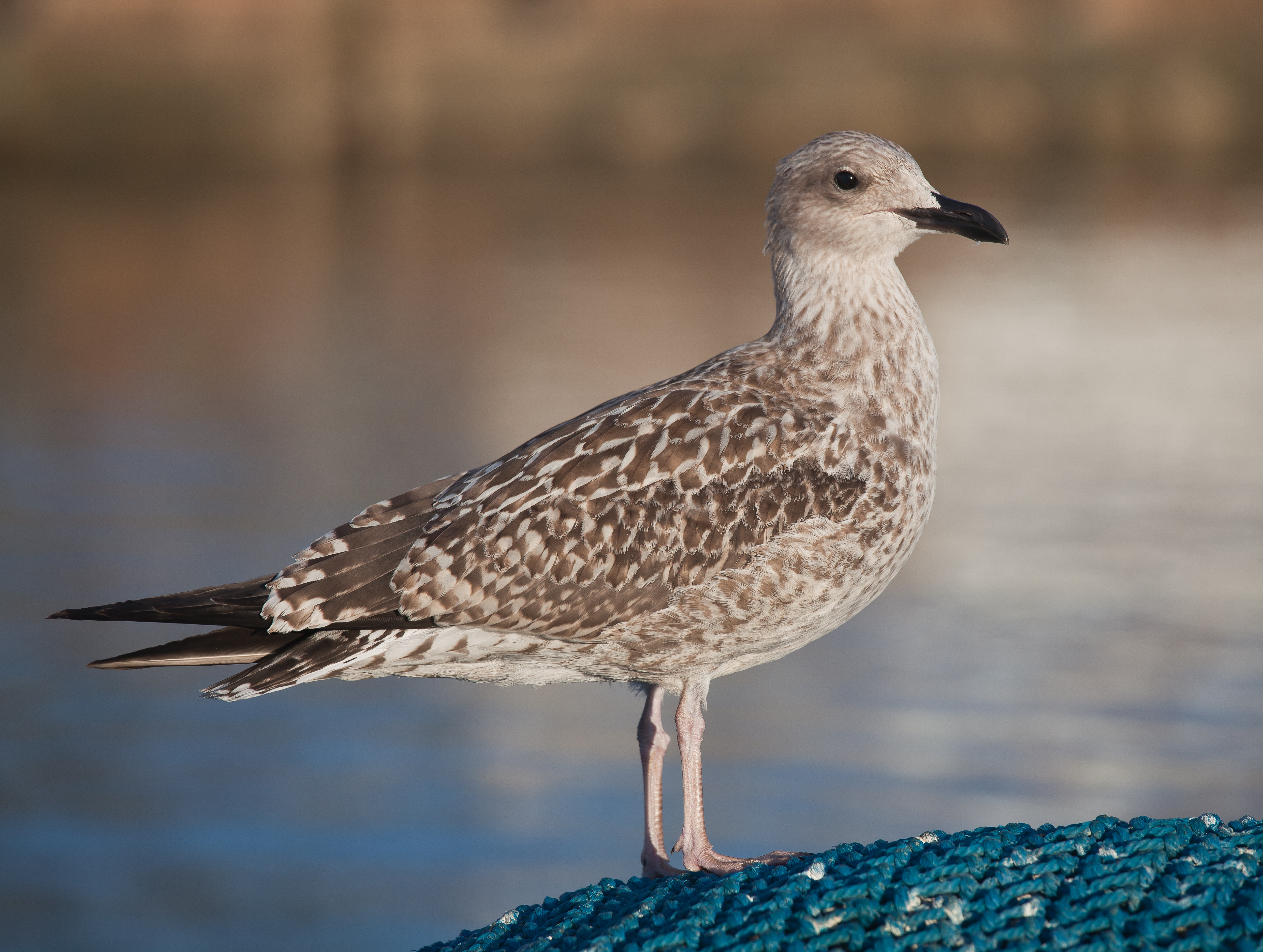
Juvénile lors du premier hiver : plumage entièrement tacheté
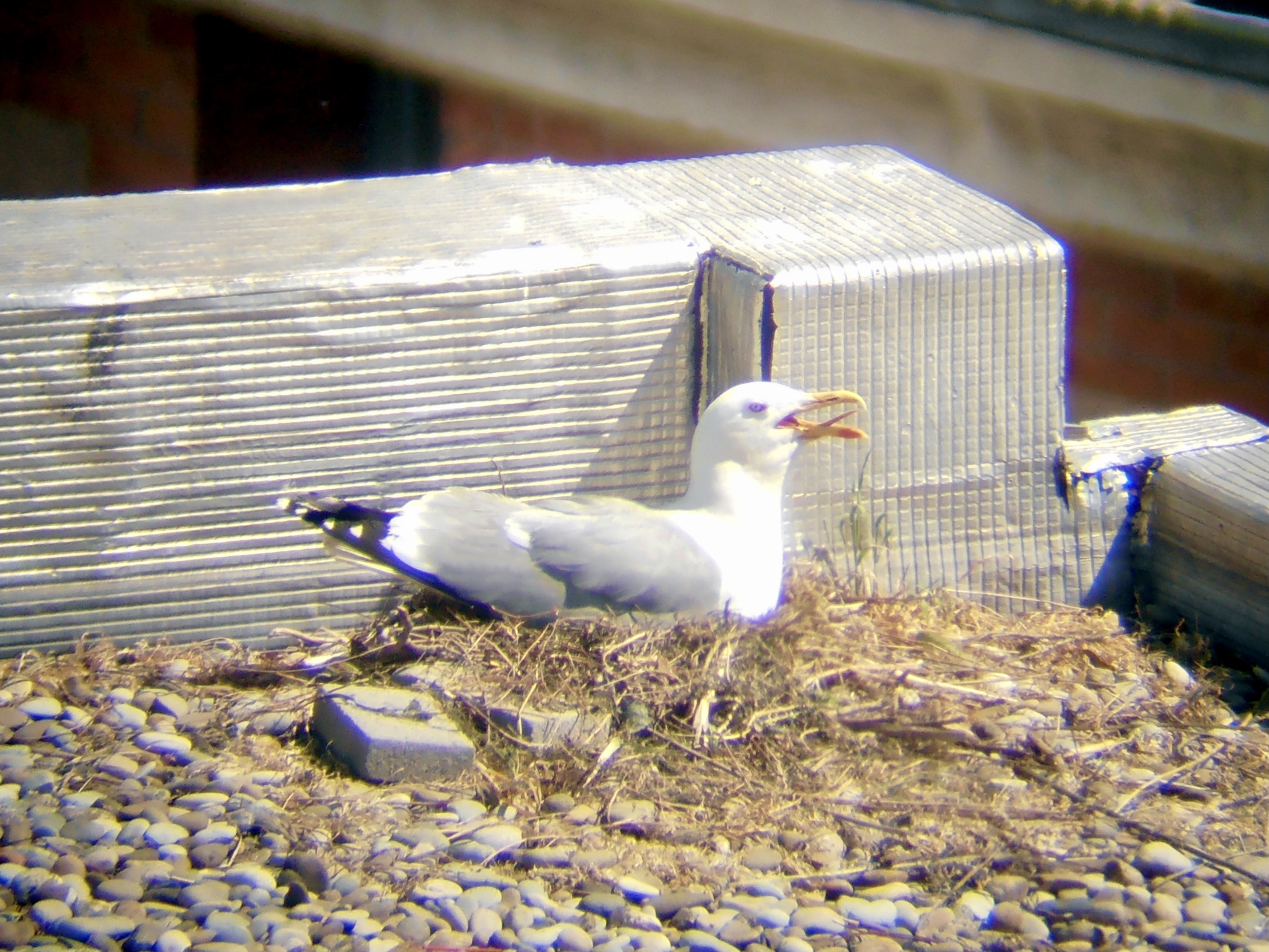
Adulte couvant
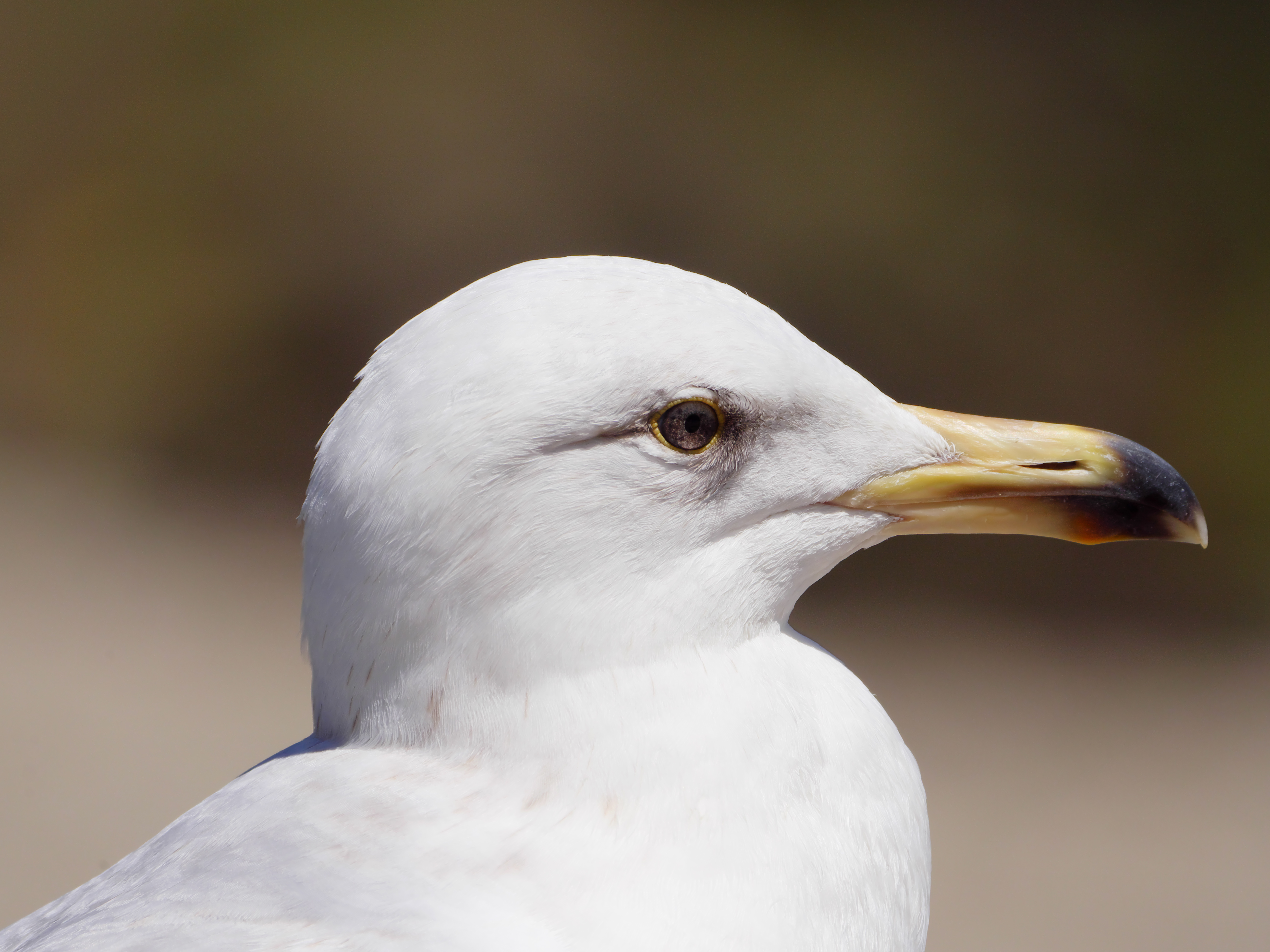
Tête d'un goéland leucophée âgé de deux ans pris sur la côte bretonne